# 1960 în artă
← 1957 în artă — 1958 în artă — 1959 în artă ——  1960 în artă  —— 1961 în artă — 1962 în artă — 1963 în artă →
1960 în artă implică o serie de evenimente:

## Evenimente

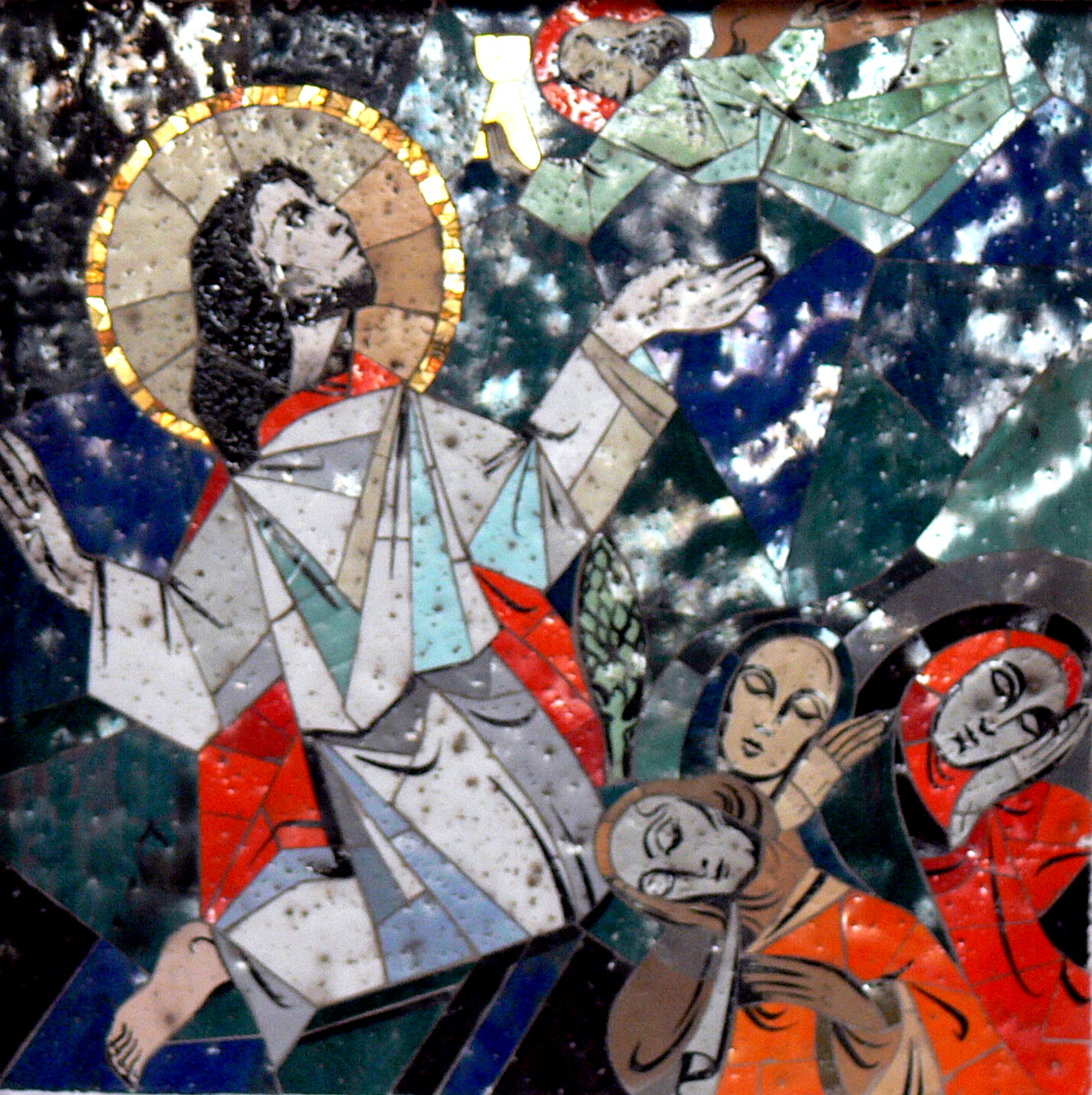
1960 — Autor Lucia Jirgal – Localitatea Klaffer am Hochficht (Austria Superioară), Biserica parohială „Adormirea Maicii Domnului” (1955) - Oprire pe Drumul Crucii (1960) în mozaic „Hristos pe Muntele Măslinilor” de Lucia Jirgal.

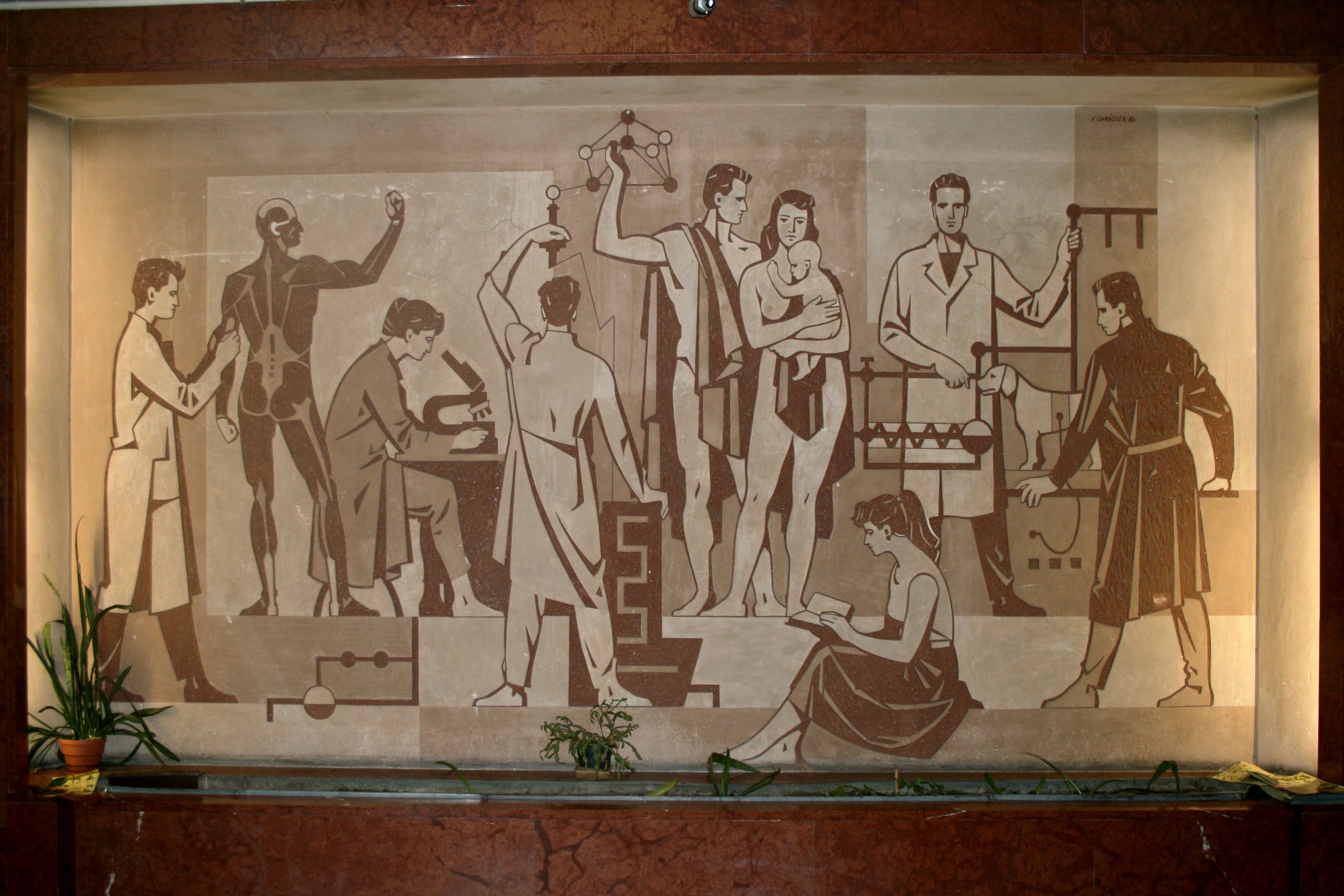
1960) - Bratislava lekarska fakulta freska

### Evenimente artistice oriunde
Fără date precise 

## Nașteri

### Ianuarie - iunie
- 1 ianuarie –
- 31 februarie –
- 13 mai –
- 23 iunie –

### Iulie - decembrie
- 3 iunie –

- 6 octombrie –
- 30 noiembrie –

## Decese
- 13 martie –
- 8 mai – artistul vizual, realizatorul francez de feronerie și arme Edgar William Brandt (n. 24 decembrie 1880)
- 3 septembrie –
- 19 decembrie –

## Galerie (lucrări din 1960)
- Lucrări reprezentative